# Macdonaldite
La macdonaldite est un minéral de silicate de baryum rare dont la formule chimique est BaCa4Si16O36(OH)2·10H2O,. Elle a été décrite pour la première fois en 1965 et nommée en l'honneur du volcanologue américain Gordon A. Macdonald (1911-1978), de l'Université d'Hawaï. Son symbole IMA est Mcd.
La macdonaldite cristallise dans le système orthorhombique et se révèle anisotrope avec un faible relief. 
La macdonaldite se présente sous forme de veines et de revêtements de fractures dans une roche métamorphique intégrant de la sanbornite et du quartz. Elle a été décrite pour la première fois en 1965 à partir d'un spécimen venant de la région de Big Creek-Rush Creek dans le comté de Fresno, en Californie. Elle a également été signalée dans les comtés de Mariposa et Tulare toujours en Californie ainsi que dans une carrière à San Venanzo, Ombrie, Italie[réf. nécessaire]. 